# Niên hiệu Triều Tiên
Chịu ảnh hưởng của Trung Quốc, các triều đại Triều Tiên cũng đặt niên hiệu (chữ Hán phồn thể: 年號; giản thể: 年号; pinyin: niánhào) khi các vua xưng hoàng đế.

## Tam Quốc (Triều Tiên)

### Cao Câu Ly
- Vĩnh Lạc (영락, 永樂: 391 - 413, Hảo Thái Vương)
- Kiến Hưng (건흥, 建興: 413 - 491, Trường Thọ Vương)

### Tân La
- Kiến Nguyên (건원, 建元: 536 - 551), Pháp Hưng Vương và Chân Hưng Vương)
- Khai Quốc (개국, 開國: 551 - 567), Chân Hưng Vương)
- Đại Xương (대창, 大昌: 568 - 572), Chân Hưng Vương)
- Hồng Tể (홍제, 鴻濟: 572 - 583), Chân Hưng Vương, Chân Trí Vương và Chân Bình Vương)
- Kiến Phúc (건복, 建福: 584 - 634), Chân Bình Vương và Thiện Đức Nữ Vương)
- Nhân Bình (인평, 仁平: 634 - 647, Thiện Đức nữ hoàng)
- Thái Hòa (태화, 太和: 647 - 650, Thiện Đức Nữ hoàng)

### Trường An Quốc
- Khánh Vân (경운, 慶雲: 822-825, King Kim Heon chang, Kim Beop mun)

## Bột Hải
- Thiên Thống (천통, 天統: 699 - 718, Cao Vương)
- Nhân Yên (인안, 仁安: 719 - 736, Võ Vương)
- Daeheung (Đại Hưng) (대흥, 大興: 737 - 793, King Mun)
- Boryeok (Bảo Lịch) (보력, 寶曆: 774-?, at least until 781, King Mun)
- Jungheung (Trung Hưng) (중흥, 中興:794, King Seong)
- Jeongnyeok (Chính Lịch) (정력, 正曆: 795 - 808, King Gang)
- Yeongdeok (Vĩnh Đức) (영덕, 永德: 809 - 812, King Jeong)
- Jujak (Chu Tước) (주작, 朱雀: 813 - 817, King Hui)
- Taesi (Thái Thủy) (태시, 太始: 817 - 818, King Ga)
- Geonheung (Kiến Hưng) (건흥, 建興: 818 - 820, King Seon)
- Hamhwa (Hàm Hòa) (함화, 咸和: 830 - 858, King Dae Ijin)

### Định An Quốc
- Nguyên Hưng (원흥, 元興: 976-985, Vương Ô Huyền Minh)

### Hưng Liêu
- Cheongyeong (Thiên Khánh) (천경, 天慶: 1029-1030, Hoàng đế Đại Diên Lâm)

### Đại Bột Hải
- Yunggi (융기, 隆墓: 1116, Hoàng đế Cao Vĩnh Xương)

## Hậu Tam Quốc

### Hậu Bách Tế
- Jeonggae (정개, 正開: 900 - 936, Vương Chân Huyên, Thần Kiếm)

### Hậu Cao Câu Ly
- Mutae (무태, 武泰: 904 - 905, King Cung Duệ)
- Seongchaek (성책, 聖冊: 905 - 910, Cung Duệ)
- Sudeok Manse (수덕만세, 水德萬歲: 911 - 914, Cung Duệ)
- Jeonggae (정개, 政開: 914 - 918, Cung Duệ)

## Cao Ly
- Cheonsu (천수, 天授: 918 - 933, Thái Tổ)
- Gwangdeok (광덕, 光德: 950 - 951, King Gwangjong)
- Junpung (준풍, 峻豊: 960 - 963, King Gwangjong)
- Thái Bình (태평, 太平: 976-981, King Cảnh Tông)

### Đại Vi Quốc
- Cheongaeg (천개, 天開: 1135, King Myocheong)

## Nhà Triều Tiên
- Gaeguk (개국, 開國: King Cao Tông, 1894 - 1895)
- Geonyang (건양, 建陽: King Cao Tông, 1896 - 1897)

## Đế quốc Đại Hàn
- Gwangmu (광무, 光武: Emperor Cao Tông, 1897-1907)
- Yunghui (융희, 隆熙: Emperor Thuần Tông, 1907-1910)

## Đại Hàn Dân Quốc
- Daehan-minguk (대한민국, 大韓民國: 1948)
- Dangun-giwon (단군기원, 檀君紀元: 1948-1962)

## Cộng hòa Dân chủ Nhân dân Triều Tiên
- Juche (주체, 主體: 1912-)